# Grijs spieshert
Het grijs spieshert of klein boshert (Subulo gouazoubira) is een zoogdier uit de familie van de hertachtigen (Cervidae). De wetenschappelijke naam van de soort werd voor het eerst geldig gepubliceerd door Johann Gotthelf Fischer von Waldheim in 1814.
In Suriname leeft het dier in regenwoud, savannebossen en struiksavannes.

## Taxonomie
De taxonomische indeling van de spiesherten is complex, de soorten werden voorheen in 1 geslacht gerekend namelijk Mazama, maar deze groep bleek sterk parafyletisch. Sindsdien zijn van het geslacht Mazama daarom verschillende geslachten afgesplitst, zoals Passalites. Ook deze soort bleek geen nauwe verwanten te hebben en werd daarom in een eigen geslacht geplaatst: Subulo.